# Internationale Filmfestspiele von Cannes 1982
Die 35. Internationalen Filmfestspiele von Cannes 1982 fanden vom 14. Mai bis zum 26. Mai 1982 statt.

## Wettbewerb
Im Wettbewerb des diesjährigen Festivals wurden folgende Filme gezeigt:
| Filmtitel                     | Regisseur                  | Produktionsland                  | Darsteller (Auswahl)                                       |
| Der andere Blick              | Károly Makk                | Ungarn                           | Jadwiga Jankowska-Cieślak, Grażyna Szapołowska             |
| À toute allure                | Robert Kramer              | Frankreich                       |                                                            |
| Britannia Hospital            | Lindsay Anderson           | Großbritannien                   | Leonard Rossiter, Malcolm McDowell                         |
| Cecilia                       | Humberto Solás             | Kuba                             |                                                            |
| Douce enquête sur la violence | Gérard Guérin              | Frankreich                       | Michael Lonsdale                                           |
| Du oder beide                 | Alan Parker                | USA                              | Albert Finney, Diane Keaton, Karen Allen                   |
| Einladung zu einer Reise      | Peter Del Monte            | Frankreich, Italien, Deutschland | Laurent Malet, Aurore Clément, Mario Adorf                 |
| Fitzcarraldo                  | Werner Herzog              | Peru, Deutschland                | Klaus Kinski, José Lewgoy, Claudia Cardinale               |
| Flucht nach Varennes          | Ettore Scola               | Frankreich, Italien              | Jean-Louis Barrault, Marcello Mastroianni, Hanna Schygulla |
| Hammett                       | Wim Wenders                | USA                              | Frederic Forrest, Peter Boyle, Marilu Henner               |
| Identifikation einer Frau     | Michelangelo Antonioni     | Italien, Frankreich              | Tomás Milián, Daniela Silverio                             |
| Insel der Liebe               | Paulo Rocha                | Portugal, Japan                  |                                                            |
| Die Nacht von San Lorenzo     | Paolo und Vittorio Taviani | Italien                          |                                                            |
| New York City Girl            | Susan Seidelman            | USA                              |                                                            |
| Passion                       | Jean-Luc Godard            | Frankreich, Schweiz              | Isabelle Huppert, Hanna Schygulla, Michel Piccoli          |
| Schatten der Vergangenheit    | Alan Bridges               | Großbritannien                   | Julie Christie, Glenda Jackson, Alan Bates                 |
| Schwarzarbeit                 | Jerzy Skolimowski          | Großbritannien, Deutschland      | Jeremy Irons                                               |
| Tag der Idioten               | Werner Schroeter           | Deutschland                      | Carole Bouquet, Ingrid Caven, Christine Kaufmann           |
| Vent de sable                 | Mohamed Lakhdar-Hamina     | Algerien                         |                                                            |
| Vermißt*                      | Constantin Costa-Gavras    | USA                              | Jack Lemmon, Sissy Spacek                                  |
| Die wahre Geschichte von Ah Q | Cen Fan                    | VR China                         |                                                            |
| Yol – Der Weg*                | Yılmaz Güney               | Türkei, Schweiz, Frankreich      |                                                            |

* = Goldene Palme

## Internationale Jury
In diesem Jahr war der italienische Theaterregisseur Giorgio Strehler Jurypräsident. Er stand folgender Jury vor: Jean-Jacques Annaud, Suso Cecchi D’Amico, Geraldine Chaplin, Gabriel García Márquez, Florian Hopf, Sidney Lumet, Mrinal Sen, Claude Soule und René Thévenet.

## Preisträger

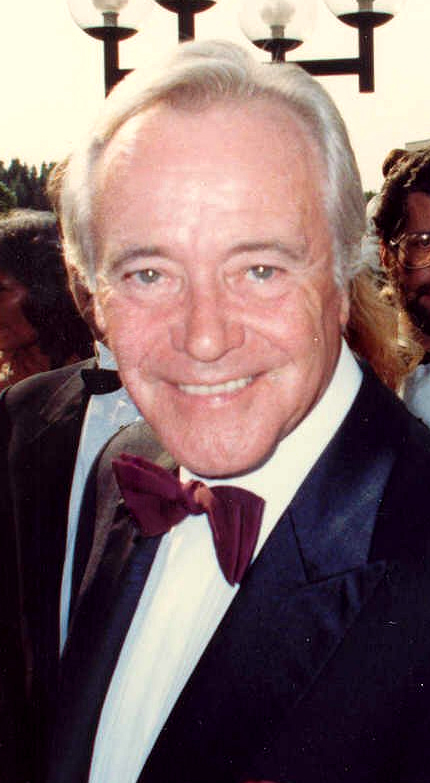
Jack Lemmon

- Goldene Palme: Vermißt und Yol – Der Weg
- Großer Preis der Jury: Die Nacht von San Lorenzo
- Bester Schauspieler: Jack Lemmon in Vermißt
- Beste Schauspielerin: Jadwiga Jankowska-Cieślak in Der andere Blick
- Bester Regisseur: Werner Herzog für Fitzcarraldo
- Bestes Drehbuch: Jerzy Skolimowski für Schwarzarbeit
- Beste künstlerische Einzelleistung: Bruno Nuytten für seine Kameraführung bei Einladung zu einer Reise
- Technikpreis: Raoul Coutard für seine Kameraführung bei Passion
- Jubiläumspreis aus Anlass des 35. Festivals: Identifikation einer Frau

## Weitere Preise
- FIPRESCI-Preis: Der andere Blick und Yol – Der Weg
- Preis der Ökumenischen Jury: Die Nacht von San Lorenzo
- Caméra d’Or: Sterben mit 30